# CNC-fræsning
CNC (Computer Numerical Control) er automatiserede værktøjsmaskiner, der ved hjælp af en computerstyret CNC-maskine udfører forprogrammerede sekvenser af maskinstyringskommandoer. CNC bruger en computer til at styre og automatisere værktøjsmaskiner såsom drejebænke, fræsere og skære- eller laserskæremaskiner.

## Proces
En CNC-fræser fungerer ved at følge præcise digitale instruktioner fra en computer. Her bruges instruktionerne til at skære og forme materialer. Processen starter med at oprette et CAD-design af det ønskede emne. Designet sendes derefter til CAM-softwaren. Her genereres en G-kode, der beskriver bevægelserne, hastigheden og rotationen af fræserens skæreværktøj. G-koden overføres derefter til maskinens controller. Controlleren oversætter den digitale kode til fysiske bevægelser, der styres af forskellige motorer og aktuatorer. Fræserens spindel roterer skæreværktøjet, mens skæretabellen bevæger materialet i de ønskede retninger og vinkler. Under skæringen overvåger maskinen konstant både bevægelsen af skæreværktøjet og materialet. Den kan herved foretage justeringer i realtid for at opnå den ønskede præcision.